# Distretto di Polobaya
Il distretto di Polobaya è un distretto del Perù nella provincia di Arequipa (regione di Arequipa) con 1.445 abitanti al censimento 2007 dei quali 531 urbani e 914 rurali.
È stato istituito il 27 maggio 1952.